# Гімбсгайм
Гімбсгайм (нім. Gimbsheim) — громада в Німеччині, розташована в землі Рейнланд-Пфальц. Входить до складу району Альцай-Вормс. Складова частина об'єднання громад Айх.
Площа — 17,62 км2. Населення становить 3071 ос. (станом на 31 грудня 2020).